# Феннер (Нью-Йорк)
Феннер (англ. Fenner) — місто (англ. town) в США, в окрузі Медісон штату Нью-Йорк. Населення — 1668 осіб (2020).

## Демографія
Згідно з переписом 2010 року, у місті мешкало 1726 осіб у 669 домогосподарствах у складі 476 родин. Було 733 помешкання
Расовий склад населення:
| - 97,2 % — білих - 0,9 % — чорних або афроамериканців - 0,5 % — корінних американців - 0,1 % — азіатів |

До двох чи більше рас належало 1,3 %. Частка іспаномовних становила 0,8 % від усіх жителів.
За віковим діапазоном населення розподілялося таким чином: 22,2 % — особи молодші 18 років, 66,7 % — особи у віці 18—64 років, 11,1 % — особи у віці 65 років та старші. Медіана віку мешканця становила 43,4 року. На 100 осіб жіночої статі у місті припадало 107,2 чоловіків;  на 100 жінок у віці від 18 років та старших — 106,0 чоловіків також старших 18 років.
Середній дохід на одне домашнє господарство  становив 84 198 доларів США (медіана — 66 250), а середній дохід на одну сім'ю — 96 547 доларів (медіана — 74 050). Медіана доходів становила 58 889 доларів для чоловіків та 32 135 доларів для жінок. За межею бідності перебувало 5,0 % осіб, у тому числі 5,4 % дітей у віці до 18 років та 3,8 % осіб у віці 65 років та старших.
Цивільне працевлаштоване населення становило 849 осіб. Основні галузі зайнятості: освіта, охорона здоров'я та соціальна допомога — 20,4 %, виробництво — 13,9 %, науковці, спеціалісти, менеджери — 10,5 %, роздрібна торгівля — 10,0 %.